# Séries éliminatoires de la Coupe Stanley 1985
Année précédente Année suivante
Les séries éliminatoires de la Coupe Stanley 1985 font suite à la saison 1984-1985 de la Ligue nationale de hockey. Les Oilers d'Edmonton remportent le trophée en battant en finale les Flyers de Philadelphie sur le score de 4 matchs à 1.

## Tableau récapitulatif
|  | Demi-finales de division     | Demi-finales de division | Demi-finales de division     |   |                        | Finales de division      | Finales de division | Finales de division |  |    | Finales d'association  | Finales d'association | Finales d'association |  |    | Finale de la Coupe Stanley | Finale de la Coupe Stanley | Finale de la Coupe Stanley |
|  |                              |                          |                              |   |                        |                          |                     |                     |  |    |                        |                       |                       |  |    |                            |                            |                            |
|  | A1                           | Canadiens de Montréal    | 3                            |   |                        |                          |                     |                     |  |    |                        |                       |                       |  |    |                            |                            |                            |
|  | A4                           | Bruins de Boston         | 2                            |   |                        |                          |                     |                     |  |    |                        |                       |                       |  |    |                            |                            |                            |
|  | A4                           | Bruins de Boston         | 2                            |   | A1                     | Canadiens de Montréal    | 3                   |                     |  |    |                        |                       |                       |  |    |                            |                            |                            |
|  |                              |                          |                              |   | A1                     | Canadiens de Montréal    | 3                   |                     |  |    |                        |                       |                       |  |    |                            |                            |                            |
|  |                              | A2                       | Nordiques de Québec          | 4 |                        |                          |                     |                     |  |    |                        |                       |                       |  |    |                            |                            |                            |
|  | A2                           | A2                       | Nordiques de Québec          | 4 | Nordiques de Québec    | 3                        |                     |                     |  |    |                        |                       |                       |  |    |                            |                            |                            |
|  | A2                           |                          |                              |   | Nordiques de Québec    | 3                        |                     |                     |  |    |                        |                       |                       |  |    |                            |                            |                            |
|  | A3                           | Sabres de Buffalo        | 2                            |   |                        |                          |                     |                     |  |    |                        |                       |                       |  |    |                            |                            |                            |
|  | A3                           | Sabres de Buffalo        | 2                            |   |                        |                          |                     |                     |  | A2 | Nordiques de Québec    | 2                     |                       |  |    |                            |                            |                            |
|  | Association Prince de Galles |                          |                              |   |                        |                          |                     |                     |  | A2 | Nordiques de Québec    | 2                     |                       |  |    |                            |                            |                            |
|  |                              | P1                       | Flyers de Philadelphie       | 4 |                        |                          |                     |                     |  |    |                        |                       |                       |  |    |                            |                            |                            |
|  | P1                           | P1                       | Flyers de Philadelphie       | 4 | Flyers de Philadelphie | 3                        |                     |                     |  |    |                        |                       |                       |  |    |                            |                            |                            |
|  | P1                           |                          |                              |   | Flyers de Philadelphie | 3                        |                     |                     |  |    |                        |                       |                       |  |    |                            |                            |                            |
|  | P4                           | Rangers de New York      | 0                            |   |                        |                          |                     |                     |  |    |                        |                       |                       |  |    |                            |                            |                            |
|  | P4                           | Rangers de New York      | 0                            |   | P1                     | Flyers de Philadelphie   | 4                   |                     |  |    |                        |                       |                       |  |    |                            |                            |                            |
|  |                              |                          |                              |   | P1                     | Flyers de Philadelphie   | 4                   |                     |  |    |                        |                       |                       |  |    |                            |                            |                            |
|  |                              | P3                       | Islanders de New York        | 1 |                        |                          |                     |                     |  |    |                        |                       |                       |  |    |                            |                            |                            |
|  | P2                           | P3                       | Islanders de New York        | 1 | Capitals de Washington | 2                        |                     |                     |  |    |                        |                       |                       |  |    |                            |                            |                            |
|  | P2                           |                          |                              |   | Capitals de Washington | 2                        |                     |                     |  |    |                        |                       |                       |  |    |                            |                            |                            |
|  | P3                           | Islanders de New York    | 3                            |   |                        |                          |                     |                     |  |    |                        |                       |                       |  |    |                            |                            |                            |
|  | P3                           | Islanders de New York    | 3                            |   |                        |                          |                     |                     |  |    |                        |                       |                       |  | P1 | Flyers de Philadelphie     | 1                          |                            |
|  |                              |                          |                              |   |                        |                          |                     |                     |  |    |                        |                       |                       |  | P1 | Flyers de Philadelphie     | 1                          |                            |
|  |                              | S1                       | Oilers d'Edmonton            | 4 |                        |                          |                     |                     |  |    |                        |                       |                       |  |    |                            |                            |                            |
|  | N1                           | S1                       | Oilers d'Edmonton            | 4 | Blues de Saint-Louis   | 0                        |                     |                     |  |    |                        |                       |                       |  |    |                            |                            |                            |
|  | N1                           |                          |                              |   | Blues de Saint-Louis   | 0                        |                     |                     |  |    |                        |                       |                       |  |    |                            |                            |                            |
|  | N4                           | North Stars du Minnesota | 3                            |   |                        |                          |                     |                     |  |    |                        |                       |                       |  |    |                            |                            |                            |
|  | N4                           | North Stars du Minnesota | 3                            |   | N4                     | North Stars du Minnesota | 2                   |                     |  |    |                        |                       |                       |  |    |                            |                            |                            |
|  |                              |                          |                              |   | N4                     | North Stars du Minnesota | 2                   |                     |  |    |                        |                       |                       |  |    |                            |                            |                            |
|  |                              | N2                       | Black Hawks de Chicago       | 4 |                        |                          |                     |                     |  |    |                        |                       |                       |  |    |                            |                            |                            |
|  | N2                           | N2                       | Black Hawks de Chicago       | 4 | Black Hawks de Chicago | 3                        |                     |                     |  |    |                        |                       |                       |  |    |                            |                            |                            |
|  | N2                           |                          |                              |   | Black Hawks de Chicago | 3                        |                     |                     |  |    |                        |                       |                       |  |    |                            |                            |                            |
|  | N3                           | Red Wings de Détroit     | 0                            |   |                        |                          |                     |                     |  |    |                        |                       |                       |  |    |                            |                            |                            |
|  | N3                           | Red Wings de Détroit     | 0                            |   |                        |                          |                     |                     |  | N2 | Black Hawks de Chicago | 2                     |                       |  |    |                            |                            |                            |
|  | Association Campbell         |                          |                              |   |                        |                          |                     |                     |  | N2 | Black Hawks de Chicago | 2                     |                       |  |    |                            |                            |                            |
|  |                              | S1                       | Oilers d'Edmonton            | 4 |                        |                          |                     |                     |  |    |                        |                       |                       |  |    |                            |                            |                            |
|  | S1                           | S1                       | Oilers d'Edmonton            | 4 | Oilers d'Edmonton      | 3                        |                     |                     |  |    |                        |                       |                       |  |    |                            |                            |                            |
|  | S1                           |                          |                              |   | Oilers d'Edmonton      | 3                        |                     |                     |  |    |                        |                       |                       |  |    |                            |                            |                            |
|  | S4                           | Kings de Los Angeles     | 0                            |   |                        |                          |                     |                     |  |    |                        |                       |                       |  |    |                            |                            |                            |
|  | S4                           | Kings de Los Angeles     | 0                            |   | S1                     | Oilers d'Edmonton        | 4                   |                     |  |    |                        |                       |                       |  |    |                            |                            |                            |
|  |                              |                          |                              |   | S1                     | Oilers d'Edmonton        | 4                   |                     |  |    |                        |                       |                       |  |    |                            |                            |                            |
|  |                              | S2                       | Jets de Winnipeg (1972-1996) | 0 |                        |                          |                     |                     |  |    |                        |                       |                       |  |    |                            |                            |                            |
|  | S2                           | S2                       | Jets de Winnipeg (1972-1996) | 0 | Jets de Winnipeg       | 3                        |                     |                     |  |    |                        |                       |                       |  |    |                            |                            |                            |
|  | S2                           |                          |                              |   | Jets de Winnipeg       | 3                        |                     |                     |  |    |                        |                       |                       |  |    |                            |                            |                            |
|  | S3                           | Flames de Calgary        | 1                            |   |                        |                          |                     |                     |  |    |                        |                       |                       |  |    |                            |                            |                            |

## Détails des matchs

### Demi-finales de division

#### Montréal contre Boston
| 10 avril | Canadiens de Montréal | 3-5 | Bruins de Boston |  |

| 11 avril | Canadiens de Montréal | 5-3 | Bruins de Boston |  |

| 13 avril | Bruins de Boston | 2-4 | Canadiens de Montréal |  |

| 14 avril | Bruins de Boston | 7-6 | Canadiens de Montréal |  |

| 16 avril | Canadiens de Montréal | 1-0 | Bruins de Boston |  |

#### Québec contre Buffalo
| 10 avril | Nordiques de Québec | 5-2 | Sabres de Buffalo |  |

| 11 avril | Nordiques de Québec | 3-2 | Sabres de Buffalo |  |

| 13 avril | Sabres de Buffalo | 6-4 | Nordiques de Québec |  |

| 14 avril | Sabres de Buffalo | 7-4 | Nordiques de Québec |  |

| 16 avril | Nordiques de Québec | 6-5 | Sabres de Buffalo |  |

#### Philadelphie contre Rangers de New York
| 10 avril | Flyers de Philadelphie | 5-4 (pr) | Rangers de New York |  |

| 11 avril | Flyers de Philadelphie | 3-1 | Rangers de New York |  |

| 13 avril | Rangers de New York | 5-6 | Flyers de Philadelphie |  |

#### Washington contre Islanders de New York
| 10 avril | Capitals de Washington | 4-3 (pr) | Islanders de New York |  |

| 11 avril | Capitals de Washington | 2-1 (2 pr) | Islanders de New York |  |

| 13 avril | Islanders de New York | 2-1 | Capitals de Washington |  |

| 14 avril | Islanders de New York | 6-4 | Capitals de Washington |  |

| 16 avril | Capitals de Washington | 1-2 | Islanders de New York |  |

#### Saint-Louis contre Minnesota
| 10 avril | Blues de Saint-Louis | 2-3 | North Stars du Minnesota |  |

| 11 avril | Blues de Saint-Louis | 3-4 | North Stars du Minnesota |  |

| 13 avril | North Stars du Minnesota | 2-0 | Blues de Saint-Louis |  |

#### Chicago contre Détroit
| 10 avril | Black Hawks de Chicago | 9-5 | Red Wings de Détroit |  |

| 11 avril | Black Hawks de Chicago | 6-1 | Red Wings de Détroit |  |

| 13 avril | Red Wings de Détroit | 2-8 | Black Hawks de Chicago |  |

#### Edmonton contre Los Angeles
| 10 avril | Oilers d'Edmonton | 3-2 (pr) | Kings de Los Angeles |  |

| 11 avril | Oilers d'Edmonton | 4-2 | Kings de Los Angeles |  |

| 13 avril | Kings de Los Angeles | 3-4 (pr) | Oilers d'Edmonton |  |

#### Winnipeg contre Calgary
| 10 avril | Jets de Winnipeg | 5-4 (pr) | Flames de Calgary |  |

| 11 avril | Jets de Winnipeg | 5-2 | Flames de Calgary |  |

| 13 avril | Flames de Calgary | 4-0 | Jets de Winnipeg |  |

| 14 avril | Flames de Calgary | 3-5 | Jets de Winnipeg |  |

### Finales de division

#### Montréal contre Québec
| 18 avril | Canadiens de Montréal | 1-2 (pr) | Nordiques de Québec |  |

| 21 avril | Canadiens de Montréal | 6-4 | Nordiques de Québec |  |

| 23 avril | Nordiques de Québec | 7-6 (pr) | Canadiens de Montréal |  |

| 25 avril | Nordiques de Québec | 1-3 | Canadiens de Montréal |  |

| 27 avril | Canadiens de Montréal | 1-5 | Nordiques de Québec |  |

| 30 avril | Nordiques de Québec | 2-5 | Canadiens de Montréal |  |

| 2 mai | Canadiens de Montréal | 2-3 (pr) | Nordiques de Québec |  |

#### Philadelphie contre Islanders de New York
| 18 avril | Flyers de Philadelphie | 3-0 | Islanders de New York |  |

| 21 avril | Flyers de Philadelphie | 5-2 | Islanders de New York |  |

| 23 avril | Islanders de New York | 3-5 | Flyers de Philadelphie |  |

| 25 avril | Islanders de New York | 6-2 | Flyers de Philadelphie |  |

| 28 avril | Flyers de Philadelphie | 1-0 | Islanders de New York |  |

#### Chicago contre Minnesota
| 18 avril | Black Hawks de Chicago | 5-8 | North Stars du Minnesota |  |

| 21 avril | Black Hawks de Chicago | 6-2 | North Stars du Minnesota |  |

| 23 avril | North Stars du Minnesota | 3-5 | Black Hawks de Chicago |  |

| 25 avril | North Stars du Minnesota | 6-7 (2 pr) | Black Hawks de Chicago |  |

| 28 avril | Black Hawks de Chicago | 4-5 (pr) | North Stars du Minnesota |  |

| 30 avril | North Stars du Minnesota | 5-6 (pr) | Black Hawks de Chicago |  |

#### Edmonton contre Winnipeg
| 18 avril | Oilers d'Edmonton | 4-2 | Jets de Winnipeg |  |

| 20 avril | Oilers d'Edmonton | 5-2 | Jets de Winnipeg |  |

| 23 avril | Jets de Winnipeg | 4-5 | Oilers d'Edmonton |  |

| 25 avril | Jets de Winnipeg | 3-8 | Oilers d'Edmonton |  |

### Finales d'association

#### Québec contre Philadelphie
| 5 mai | Nordiques de Québec | 2-1 (pr) | Flyers de Philadelphie |  |

| 7 mai | Nordiques de Québec | 2-4 | Flyers de Philadelphie |  |

| 9 mai | Flyers de Philadelphie | 4-2 | Nordiques de Québec |  |

| 12 mai | Flyers de Philadelphie | 3-5 | Nordiques de Québec |  |

| 14 mai | Nordiques de Québec | 1-2 | Flyers de Philadelphie |  |

| 16 mai | Flyers de Philadelphie | 3-0 | Nordiques de Québec |  |

#### Edmonton contre Chicago
| 4 mai | Oilers d'Edmonton | 11-2 | Black Hawks de Chicago |  |

| 7 mai | Oilers d'Edmonton | 7-3 | Black Hawks de Chicago |  |

| 9 mai | Black Hawks de Chicago | 5-2 | Oilers d'Edmonton |  |

| 12 mai | Black Hawks de Chicago | 8-6 | Oilers d'Edmonton |  |

| 14 mai | Oilers d'Edmonton | 10-5 | Black Hawks de Chicago |  |

| 16 mai | Black Hawks de Chicago | 2-8 | Oilers d'Edmonton |  |

### Finale de la Coupe Stanley
| 21 mai | Flyers de Philadelphie | 4-1 (1-0, 0-0, 3-1) | Oilers d'Edmonton | 17 191 spectateurs |

| Feuille de match | Feuille de match | Feuille de match    | Feuille de match                         | Feuille de match |
| ---------------- | --- | ------------------- | ---------------------------------------- | ---------------- |
|                  | Sinisalo (Kerr, Bergen) — 15 min 5 s (SN) Sutter Ro — 45 min 56 s Kerr (Poulin) — 48 min 7 s Poulin (Carson, Sutter Ro) — 59 min 39 s (CV) | 1-0 2-0 3-0 3-1 4-1 | Lindstrom (Messier, Gregg) — 56 min 52 s |                  |
| Lindbergh        | Gardiens | Fuhr                |                                          |                  |
|                  | |                     |                                          |                  |
| 41               | Tirs | 26                  |                                          |                  |

| 23 mai | Flyers de Philadelphie | 1-3 (0-1, 1-1, 0-1) | Oilers d'Edmonton |  |

| 25 mai | Oilers d'Edmonton | 4-3 (3-1, 1-0, 0-2) | Flyers de Philadelphie |  |

| 28 mai | Oilers d'Edmonton | 5-3 (2-3, 2-0, 1-0) | Flyers de Philadelphie |  |

| 30 mai | Oilers d'Edmonton | 8-3 (4-1, 3-0, 1-2) | Flyers de Philadelphie |  |

Edmonton gagne la série 4 matchs à 1 et Wayne Gretzky remporte le trophée Conn-Smythe.